# FC Stroitel Pripyat
FC Stroitel Pripyat (Tiếng Ukraine: Футбольний клуб «Будівельник» Прип'ять, Budivelnyk Pripyat) là đội bóng đại diện của thành phố Pripyat, và sau này là thành phố Slavutych. Được thành lập vào thập niên 1970, đội bóng đã từng được lên kế hoạch cho một sân bóng chủ nhà mới, Sân vận động Avanhard (Pripyat). Dự định đó đáng lẽ ra đã diễn ra vào năm 1986, nhưng do Thảm họa Chernobyl, dự định này đã không thể thực hiện được. Đội bóng đã giải thể vào năm 1988, tái lập năm 1996 và giải thể lần hai năm 1998.

### Lịch sử
Đội bóng được thành lập vào giữa những năm 1970, và cái tên Stroitel mang nghĩa là Thợ xây. Những cầu thủ của câu lạc bộ này chiếm đa phần là những người đến từ một ngôi làng cách thị trấn Pripyat 4 km về phía nam, Chystohalivka. Trong năm 1981, đội bóng thi đấu chính thức do đã gia nhập Giải bóng đá KFK (hạng 3 trong Hệ thống phân cấp bóng đá CHXHCN Xô Viết Ukraina. Thành công cao nhất mà đội bóng đạt được là Giải nhì vào năm 1985 (một năm trước thảm họa). Trước đó, từ năm 1981-1983, đội bóng vẫn không thể vào được vòng loại cuối cùng. Đội bóng đang chuẩn bị cho trận chung kết trước FC Borodyanka tại giải KFK ngay vào ngày Thảm họa Chernobyl xảy ra, thứ Bảy, 26 tháng 4 năm 1986. Sau đó, câu lạc bộ giải thể để chuyển đến thành phố Slavutych, Chernihiv (nơi ở cho các nhân viên còn sống sót sau thảm họa và được tái định cư từ Pripyat), tái lập và đổi tên thành FC Stroitel Slavutych vào năm 1987. Đội bóng chính thức giải thể lần thứ nhất vào năm 1988.

### Danh sách thành tích tại giải KFK
| Mùa giải  | Hạng                  | Hạng/Số đội               | Số trận                   | Thắng                     | Hòa                       | Thua                      | Ghi bàn                   | Thủng lưới                | Hiệu số                   | Điểm                      | Ghi chú               |
| 1981      | Hạng 4                | 5/11                      | 20                        | 9                         | 7                         | 4                         | 21                        | 16                        | +5                        | 25                        |                       |
| --------- | --------------------- | ------------------------- | ------------------------- | ------------------------- | ------------------------- | ------------------------- | ------------------------- | ------------------------- | ------------------------- | ------------------------- | --------------------- |
| 1982      | Hạng 4                | 8/8                       | 14                        | 2                         | 4                         | 8                         | 6                         | 17                        | -11                       | 8                         | Pripyat               |
| 1983      | Hạng 4                | 6/8                       | 14                        | 5                         | 3                         | 6                         | 15                        | 16                        | -1                        | 13                        | Pripyat               |
| 1984      | Hạng 4                | 6/8                       | 14                        | 3                         | 4                         | 7                         | 16                        | 23                        | -7                        | 10                        | Pripyat               |
| 1985      | Hạng 4                | 2/8                       | 14                        | 8                         | 4                         | 2                         | 35                        | 11                        | +24                       | 20                        | Pripyat               |
| 1986      | Hạng 4                | Hủy do Thảm họa Chernobyl | Hủy do Thảm họa Chernobyl | Hủy do Thảm họa Chernobyl | Hủy do Thảm họa Chernobyl | Hủy do Thảm họa Chernobyl | Hủy do Thảm họa Chernobyl | Hủy do Thảm họa Chernobyl | Hủy do Thảm họa Chernobyl | Hủy do Thảm họa Chernobyl |                       |
| 1987      | Hạng 4                | 3/9                       | 16                        | 9                         | 3                         | 4                         | 31                        | 20                        | +11                       | 21                        | Slavutych             |
| 1988      | Hạng 4                | 8/12                      | 22                        | 7                         | 4                         | 11                        | 28                        | 36                        | -8                        | 18                        | Slavutych             |
| 1989-1995 | Giải thể lần thứ nhất | Giải thể lần thứ nhất     | Giải thể lần thứ nhất     | Giải thể lần thứ nhất     | Giải thể lần thứ nhất     | Giải thể lần thứ nhất     | Giải thể lần thứ nhất     | Giải thể lần thứ nhất     | Giải thể lần thứ nhất     | Giải thể lần thứ nhất     | Giải thể lần thứ nhất |
| 1996-1998 | Hạng 3                | Không rõ kết quả          | Không rõ kết quả          | Không rõ kết quả          | Không rõ kết quả          | Không rõ kết quả          | Không rõ kết quả          | Không rõ kết quả          | Không rõ kết quả          | Không rõ kết quả          | Slavutych             |
| 1999-nay  | Giải thể lần thứ hai  | Giải thể lần thứ hai      | Giải thể lần thứ hai      | Giải thể lần thứ hai      | Giải thể lần thứ hai      | Giải thể lần thứ hai      | Giải thể lần thứ hai      | Giải thể lần thứ hai      | Giải thể lần thứ hai      | Giải thể lần thứ hai      | Giải thể lần thứ hai  |

### FC Slavutych (1995-1998)
Đội bóng lại được tái lập vào năm 1995, và có sân nhà mới là Sân vận động Kaskad. Đội bóng này tham gia vào giải hạng ba Ucraina (hậu thân của giải hạng ba KFK) trong những năm 1995-1998, xong giải thể lần cuối vào năm 1998.
Đội bắt đầu dự Giải hạng Ba Ukraina từ mùa giải 1994-1995 để thay thế đội bóng FC Transimpeks Vyshneve đã ngừng hoạt động
Đội đổi tên ba lần. Sau đây là ba cái tên của đội trong ba mùa giải tồn tại:
- 1995–1996 FC Skhid Slavutych
- 1996–1997 FC Nerafa Slavutych
- 1997–1998 FC Slavutych hay FC ChAES Slavutych